# Cisura (neuroanatomía)
Recibe el nombre de cisura (scissura) o fisura (fissura, del latín findere, «hender») cualquier depresión o surco, normal o de otro tipo; especialmente un pliegue profundo en la corteza cerebral, que abarca todo el grosor de la pared del cerebro.

## En el cerebelo
- Cisura adoccipital. Cisura que a veces cruza la porción caudal del lóbulo caudado del cerebelo y se reúne con la cisura occipital.
- Cisura horizontal del cerebelo. Recibe también este nombre el surco horizontal del cerebelo.
- Cisura longitudinal del cerebelo, más conocida como valécula del cerebelo ([TA]: vallecula cerebelli). Hueco longitudinal situado sobre la superficie inferior del cerebelo, entre ambos hemisferios, en el cual descansa el bulbo raquídeo.[3]
- Cisura posterolateral del cerebelo ([TA]: fissura posterolateralis cerebelli). Cisura que separa el nódulo de la úvula y el flóculo de la amígdala del cerebelo.

## En el cerebro

Cisura longitudinal del cerebro.

- Cisura amigdalina. Cisura cercana al extremo del lóbulo temporal.
- Cisura basisilviana. Porción de la cisura de Silvio que se encuentra entre el lóbulo temporal y la cara orbitaria del lóbulo frontal.
- Cisura de Broca. Cisura que rodea a la tercera circunvolución frontal izquierda.
- Cisura de Burdach. Surco situado entre la superficie externa de la ínsula y la superficie interna del opérculo.
- Cisura calcarina.[n. 1] Cisura ubicada en la zona posterior de la cara interna (o cara medial) de cada hemisferio cerebral.
- Cisura colateral. Cisura localizada en la cara interna del hemisferio cerebral, entre la circunvolución calcarina y la circunvolución colateral.
- Cisura de Ecker. Cisura transversa en la superficie dorsal del lóbulo occipital, que constituye una parte de la cisura paraoccipital.
- Cisura entorbitaria. Surco que a veces se observa entre el surco orbitario y el surco olfatorio.
- Cisura del hipocampo. Recibe también este nombre, además de cisura dentada y fisura del hipocampo, el surco del hipocampo. Dicho surco se extiende desde el esplenio del cuerpo calloso hasta casi la punta del lóbulo temporal, y forma el límite medial de la circunvolución del hipocampo.
- Cisura intercerebral, surco interhemisférico o cisura longitudinal del cerebro. Cisura que separa los dos hemisferios cerebrales.
- Cisura de Monro. Recibe este nombre también el surco hipotalámico.
- Cisura occipital. Recibe también este nombre el surco parietooccipital.
- Cisura de Pansch. Recibe también este nombre el surco intraparietal o interparietal.
- Cisura paracentral. Cisura o curva a lo largo de la circunvolución paracentral.
- Cisura paraoccipital. Porción posterior de la cisura interparietal.
- Cisura parietooccipital o cisura perpendicular externa. Surco en la cara interna de cada hemisferio cerebral, que se dirige hacia arriba y atrás a partir de la cisura calcarina. Marca el límite entre la cuña y la precuña, así como entre el lóbulo parietal y el lóbulo occipital.
- Cisura petrooccipital o cisura petrobasilar ([TA]: fissura petrooccipitalis). Porción posterior de la cisura interparietal que se extiende hacia atrás, desde el agujero rasgado anterior hasta el agujero yugular y el borde posterior o interno del peñasco del hueso temporal.
- Cisura precuneal. Surco en la precuña.
- Cisura prepiramidal. Cisura ubicada entre la pirámide del vermis y la úvula del vermis.
- Cisura presilviana. Rama anterior de la cisura de Silvio.
- Cisura de Rolando. Cisura central, entre el lóbulo parietal y el lóbulo frontal, que separa las circunvoluciones anteriores de las posteriores, a partir de la cisura media.
- Cisura de Schwalbe. Reciben también este nombre la cisura supercentral y la cisura occipital anterior.
- Cisura de Silvio, cisura lateral del cerebro, surco silviano, surco de Silvio o fosa lateral del cerebro. Cisura que separa el lóbulo anterior del lóbulo medio del cerebro. Se bifurca en dos ramas que comprenden la ínsula de Reil.
- Cisura simiana o cisura simiesca. Reciben este nombre las cisuras del cerebro humano que también pueden observarse en los primates superiores.
- Cisura subfrontal o cisura inferofrontal. Cisura entre la circunvolución frontal media y la circunvolución frontal inferior.
- Cisura subsilviana. Cisura no siempre presente de la superficie ventral del lóbulo frontal del cerebro. También recibe este nombre la rama posterior del surco cerebral externo.
- Cisura subtemporal. Cisura ocasional presente en la circunvolución temporal inferior y la circunvolución temporal media.
- Cisura superfrontal. Cisura en la cara lateral del lóbulo frontal, que limita la segunda circunvolución frontal.
- Cisura supertemporal. Cisura ubicada delante de la cisura de Silvio y paralela a la misma.
- Cisura tentorial o cisura colateral. Cisura situada en la cara interna del hemisferio cerebral, entre la circunvolución calcarina y la circunvolución subcolateral.
- Cisura transtemporal. Cisura corta no siempre presente en la superficie lateral del lóbulo temporal.
- Cisura transversa. Cisura en forma de herradura, que se extiende desde el cuerno descendente del cerebro de un lado al del otro.

## En el bulbo raquídeo
- Cisura media posterior del bulbo raquídeo. Recibe también este nombre el surco medio posterior del bulbo raquídeo.